# East Calder
East Calder es una localidad situada en el concejo de West Lothian, en Escocia (Reino Unido), con una población estimada a mediados de 2016 de 5260 habitantes.
Se encuentra ubicada a poca distancia al sur del fiordo de Forth y al oeste de Edimburgo.